# Per Janzon
Per Adolf ”Pelle” Janzon, född 4 november 1844 i Norrköping, död 20 oktober 1889 i Stockholm, var en svensk operasångare (basbaryton). 

## Biografi
Janzon var son till fiskhandlaren Adolf Janzon och Margareta Olofsson. Efter att ha varit sjöman en kort tid blev han student vid Uppsala universitet 1863 och läste därefter på en filosofie kandidat-examen. Men efter några år slog han studierna ur hågen för att ägna sig åt teater och fick undervisning i sång av Anders Willman. Han blev engagerad vid Kungliga teatern i Stockholm från 1870 till sin död 1889. Janzon var speciellt inriktad på komiska roller.

## Roller i urval
- Leporello i Don Juan, Dulcamara i Kärleksdrycken
- Gil Pèrez i Svarta dominon, Löparnisse i Värmlänningarna
- Vulcanus i Filemon och Baucis, Cerberin i Målaren och modellerna
- Aboulifar i Oberon
- Falstaff i Muntra fruarna, Gigoti i Diamantkorset
- Kasper i Friskytten
- Escamillo i Carmen

## Omdömen
”I komiska, något chargerade partier, helst av något modernt snitt, var Janzon alldeles förträfflig, men även den äldre operans buffaartade karaktärer förlänade han en ypperlig relief.” I besittning av en i yngre år alldeles utmärkt röst och stor medfödd vis comica, var Janzon på sin tid en av den Kungliga Teaterns bästa artister, men hans sångteknik var inte särskilt förfinad. En gunstling hos publiken var ”Pelle” Janzon alltid.

## Gastronomisk betydelse
Det finns uppgifter om att Janzon ska ha gett namn åt maträtten Janssons frestelse. Denna uppgift är dock omstridd. Även Toast Pelle Janzon brukar tillskrivas honom.